# Municipio de Cashel
El municipio de Cashel (en inglés: Cashel Township) es un municipio ubicado en el condado de Swift en el estado estadounidense de Minnesota. En el año 2010 tenía una población de 174 habitantes y una densidad poblacional de 1,87 personas por km².

## Geografía
El municipio de Cashel se encuentra ubicado en las coordenadas 45°11′9″N 95°32′12″O / 45.18583, -95.53667. Según la Oficina del Censo de los Estados Unidos, el municipio tiene una superficie total de 92.97 km², de la cual 92,97 km² corresponden a tierra firme y (0 %) 0 km² es agua.

## Demografía
Según el censo de 2010, había 174 personas residiendo en el municipio de Cashel. La densidad de población era de 1,87 hab./km². De los 174 habitantes, el municipio de Cashel estaba compuesto por el 85,63 % blancos, el 13,79 % eran de otras razas y el 0,57 % eran de una mezcla de razas. Del total de la población el 14,94 % eran hispanos o latinos de cualquier raza.